# خداحافظ عاشق
خداحافظ عاشق (به انگلیسی: Goodbye Lover) فیلمی محصول سال ۱۹۹۸ و به کارگردانی رولند جافه است. در این فیلم بازیگرانی همچون پاتریشا آرکت، درموت مالرونی، الن دی‌جنرس، مری-لوئیز پارکر، دان جانسون، ری مک‌کینون، آلکس روکو، آندره گرگوری، جان نویل و وینسنت گالو ایفای نقش کرده‌اند.